# Paladea, Ocnița
Paladea este un sat din cadrul comunei Bîrlădeni din raionul Ocnița, Republica Moldova.

## Istoria localității
Zona în care se află satul Paladea a fost populată din cele mai vechi timpuri, dovadă fiind săpăturile arheologice care au scos la iveală urme ale unor vechi așezări umane. La sud de sat se află trei movile tumulare, numite de localnici Movilele de la Paladea. Movilele sunt amplasate în rînd, pe creasta unei coline, la o distanță de 0,2 km una de alta. Satul Paladea, în evul mediu s-a numit Vertiporoh, făcând parte din ținutul Hotin și fiind atestat pentru prima dată în 1602 cu statut de slobozie, adică așezare rurală locuitorii căreia au fost eliberați pentru trei ani de impozite. Satul sărăcise din cauza impozitelor mari și exodului populației, astfel încât domnul acorda această înlesnire localnicilor pentru ca localitatea să se refacă. În 1656 Vertiporohul mai apare menționat printre moșiile întărite lui Ghica, fost mare vornic. Mai târziu satul își schimbă denumirea în Palade.

## Geografie
Paladea este un sat din cadrul comunei Bîrlădeni, raionul Ocnița, având o suprafață de aproximativ 1.16 kilometri pătrați, cu un perimetru de 5.28 km. Prima mențiune documentară a satului Paladea (cu numele Vertiporoh) din ținutul Hotin datează din anul 1602. Distanța directă până în or. Ocnița este de 17 km. Distanța directă până în or. Chișinău este de 201 km.

## Demografie

### Structura etnică
Conform datelor recensământului din anul 2004, populația satului constituie 549 de oameni, dintre care 47.36% - bărbați și 52.64% - femei.:
| Grup etnic                           | Populație | % Procentaj |
| ------------------------------------ | --------- | ----------- |
| Băștinași declarați Moldoveni/Români | 517       | 94.17%      |
| Ucraineni                            | 26        | 4.74%       |
| Ruși                                 | 5         | 0.91%       |
| Alții                                | 1         | 0.18%       |
| Total                                | 549       | 100%        |